# Exécutif Wathelet
L’exécutif Melchior Wathelet est un exécutif wallon bipartite composé de libéraux et de sociaux-chrétiens. Il compte six ministres.
Son élection par l'assemble du Conseil régional wallon n'est permise que par l'exclusion illégale de l'élu nationaliste flamand Toon Van Overstraeten du Parlement, où il avait été élu par apparentement sur les listes électorales du Brabant unitaire. La présence de Van Overstraeten au Conseil régional empêchait le Parti réformateur libéral et le Parti social-chrétien d'avoir leur majorité, ne comptant que 52 élus sur 104 parlementaires. Son exclusion décidée sans quorum légal et sans motif valable permis à la majorité de se constituer et d'élire ensuite l'Exécutif Wathelet.
Ce gouvernement fonctionne du 11 décembre 1985 au 4 février 1988 en remplacement de l'exécutif Dehousse II. Il cèdera sa place à l'exécutif Coëme.

## Composition
| Fonction | Titulaire | Titulaire         | Parti |
| --- | --------- | ----------------- | ----- |
| Ministre-Président de l’Exécutif régional wallon, chargé des Technologies nouvelles, des Relations extérieures, des Affaires générales et du Personnel |           | Melchior Wathelet | PSC   |
| Ministre de l’Économie, de l’Emploi et des Classes moyennes                                                                                            |           | Arnaud Declety    | PRL   |
| Ministre du Logement et de la Tutelle |           | Amand Dalem       | PSC   |
| Ministre du Budget, des Finances et des Travaux subsidiés                                                                                              |           | Charles Aubecq    | PRL   |
| Ministre de l’Aménagement du Territoire, de la Vie rurale et de l’Eau                                                                                  |           | Albert Liénard    | PSC   |
| Ministre de l’Environnement et de l’Agriculture |           | Daniel Ducarme    | PRL   |